# مسابقات قهرمانی شطرنج زنان ۲۰۱۷

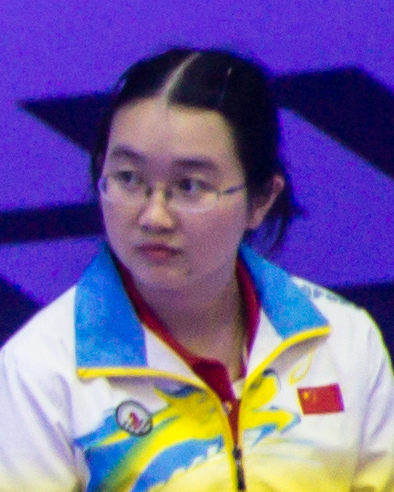
عکسی از یک شرکت کننده ی مسابقات

مسابقات قهرمانی شطرنج جهان زنان سال ۲۰۱۷، مسابقات جهانی برای انتخاب قهرمان زنان در رشته شطرنج است که به صورت تورنومنت حذفی ۶۴ بازیکنی انجام می‌گیرد.
مسابقات در ابتدا در تقویم فدراسیون جهانی شطرنج برای ۱۱ تا ۳۱ اکتبر سال ۲۰۱۶ برنامه‌ریزی شده بود اما در مارس ۲۰۱۶، جلسه هیئت مدیره ریاست فدراسیون شطرنج در نهایت به دلیل نبود میزبان این رویداد به سال ۲۰۱۷ به تعویق انداخت. در مجمع عمومی فدراسیون شطرنج که در طی المپیاد شطرنج در ماه سپتامبر سال ۲۰۱۶ در باکو برگزار گردید، حق میزبانی این رویداد به ایران اعطا شد تا در فوریه ۲۰۱۷ این مسابقات را در تهران برگزار کند

## مجادله بر سر محل برگزاری مسابقات
نازی پاکیزه، شطرنج باز گرجی-آمریکایی که برای این مسابقات انتخاب شده بود، در اکتبر سال ۲۰۱۶ اعلام کرد که مسابقات تهران را به علت قوانین حجاب اجباری در ایران تحریم خواهد کرد.

## حایزه مسابقات
پول جایزه مسابقات، از سال ۲۰۰۱، برای مسابقات قهرمانی شطرنج حذفی زنان، به این صورت بوده‌است: ۳۷۵۰ دلار آمریکا برای بازنده دور اول، ۵۵۰۰ برای بازنده دوم، ۸۰۰۰ برای بازنده‌های سوم، ۱۲۰۰۰ برای چهارم، ۲۰۰۰۰ برای از نفرات سوم و چهارم، ۳۰۰۰۰ برای نفر دوم و ۶۰۰۰۰ برای قهرمان (یعنی ۴۵۰٬۰۰۰ دلار در مجموع) که ۲۰ درصد از مبالغ به فدراسیون جهانی داده می‌شود. هزینه‌های بازیکنان شامل سفر، اقامت و غذا در طول مدت سفر بر عهده خود بازیکنان است